# 帕斯河 (西班牙)

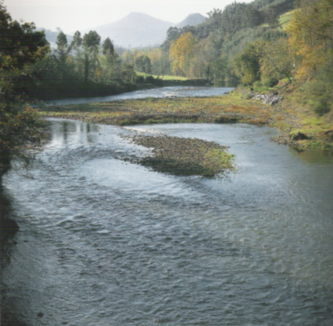
帕斯河

帕斯河（西班牙語：Río Pas）是西班牙的河流，位於該國北部，流經坎塔布里亞，最終注入比斯開灣，河道全長57公里，流域面積649平方公里，平均流量每秒18.1立方米。
43°26′30″N 3°58′52″W / 43.44167°N 3.98111°W